# NMNP
NMNP는 Elcue, Rama, Critickal P, Joohyung, WetZ, 1000-U가 모여서 2001년 9월 결성한 크루이다.

## 시작
원래 클럽 MP에서 Ruff Stuff라는 그룹의 멤버로 활동하던 Rama와, 그의 팬이었던 Elcue가 처음 이 크루를 시작했다. 이후 이 크루는 비트메이커 Joohyung과 캐나다의 Critickal P, 그리고 Rama와 Elcue의 친구였던 WetZ와 1000-U가 합류하면서 6명의 크루가 되었다. 크루 이름은 "눈물나 프로덕션"의 약자로, 눈물 나게 좋은 음악을 하겠다는 포부를 밝힌 이름이다. 이들은 공식 사이트를 개설하고 온라인/오프라인을 통해서 활동했다.

## 잠적, 그리고 부활
그들은 활동을 하면서 Miserable (Usual Mix), I Be the One 등의 곡을 만들어 활동하였으나, 얼마 가지 않아 멤버들의 군입대 등의 사정으로 활동이 뜸해졌다. 이후 Elcue는 신의의지에 들어가면서 NMNP는 사실상 사라진 것으로 보였다. 하지만 Elcue의 두 번째 EP Experiment 2를 통해서, WetZ와 1000-U가 빠진 4인 체제 형태로 컴백을 선고했다. 이들은 이어, NMNP Mixtape : Loyal Quality vol.1이라는 믹스테입을 내고 한동안 활발하게 활동하였다.

## 해체
NMNP Mixtape : Loyal Quality vol.1은 예약 판매 만으로 매진될 정도로 좋은 반응을 얻었으나, 곧 Critickal P가 비트메이킹을 잠정적으로 중단한다는 선언을 하고, 얼마 안 돼 Elcue가 자신과 대팔이 진행하는 인터넷 라디오 방송 Funky D-El을 통해 NMNP의 해체를 말하면서 사라지게 되었다. Elcue는 크루로써의 NMNP는 사라지며, 단지 여러 아티스트와의 파트너쉽과 같은 의미로 사용될 것이라고 밝혔다.